# Paulina Singerman

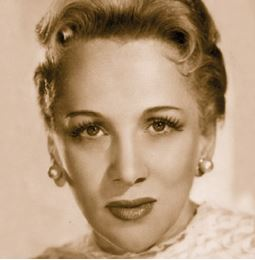

Paulina Singerman Begun (geboren 1911 in Buenos Aires, Argentinien; gestorben am 9. Februar 1984 in Buenos Aires) war eine Filmschauspielerin und Geschäftsfrau. Begun ist ihr Matronym. Sie war während des goldenen Zeitalters des argentinischen Kinos aktiv. Sie war die jüngere Schwester der Schauspielerin Berta Singerman.

## Leben
Singerman war die Tochter von jüdischen Einwanderern aus Russland. Im Alter von fünf Jahren trat sie erstmals beim Kindertheater auf, gemeinsam mit Geschwistern und Nachbarskindern. Ab dem 10. Lebensjahr trat sie bereits professionell auf. Mit 14 Jahren trat sie in das Nationale Konservatorium für Musik und darstellende Kunst ein. 1927 gab sie ihr Theaterdebüt neben Florencio Parravicini im Theaterstück „Una casa en reposo“ (Regisseur: Enrique García Velloso). Sie übernahm die Hauptrolle und das Stück wurde ein Erfolg. Sie tourte durch die USA, Spanien, Portugal, Mexiko, Kuba und durch fast ganz Lateinamerika. Aus dieser Zeit stammen Komödien wie „Un bebé de Paris“ und „Noches de Carnaval“.
1952 setzte die Regierung Perón Singerman auf ihre „schwarze Liste“ der ideologisch abweichenden oder persönlich unerwünschten Künstler und verboten ihr weitere Auftritte. Sie wich nach Spanien und Südamerika aus, was sie international weiter bekannt machte.
Nach ihrer Rückkehr nach Argentinien spielte sie unter anderem 1973 in der Telenovela „Papá Corazón“ mit. Sie verstarb am 9. Februar 1984 an einem Herzversagen.

## Filmografie
- 1941: Un bebé de París
- 1941: Mi amor eres tú
- 1942: Susana
- 1942: Noche de bodas
- 1942: Elvira Fernández, vendedora de tiendas
- 1943: Luisito
- 1944: Hay que casar a Paulina
- 1970: Viernes de Pacheco (Fernsehserie, 1 Folge)
- 1970: Historias de mamá y papá (Fernsehserie, 156 Folgen)
- 1971: Pequemos un poquito (Fernsehfilm)
- 1971: Alta comedia (Fernsehserie, 1 Folge)
- 1973: Qué vida de locos! (Fernsehserie, 19 Folgen)
- 1974: ¡Qué viudita es mi mamá (Fernsehserie, 53 Folgen)
- 1974: Humor a la italiana (Fernsehserie, 1 Folge)
- 1974: La comedia brillante (Fernsehserie, 19 Folgen)
- 1976: Constancia, una esposa constante (Fernsehfilm)